# Demografia Stanów Zjednoczonych

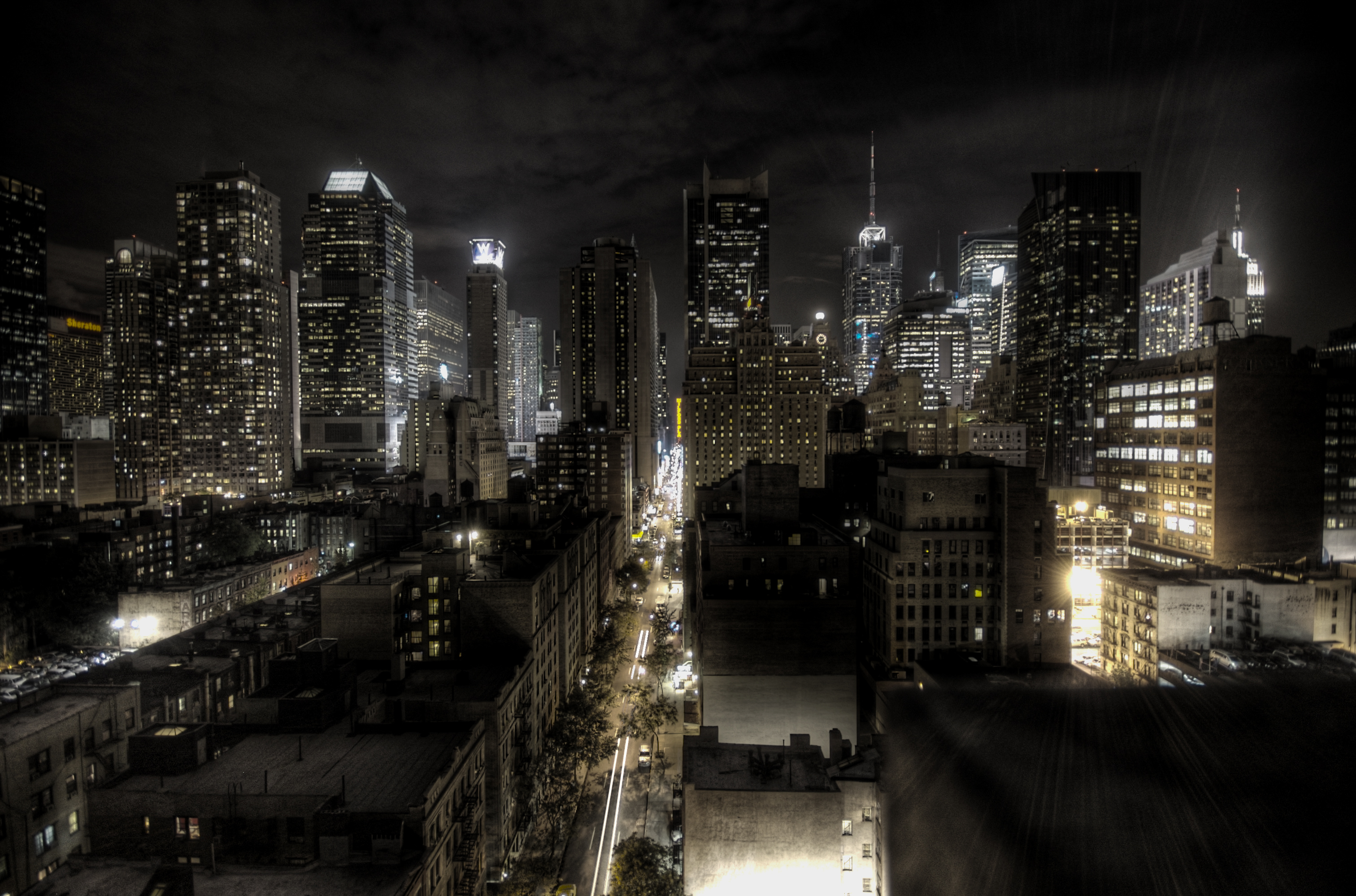
Nowy Jork nocą

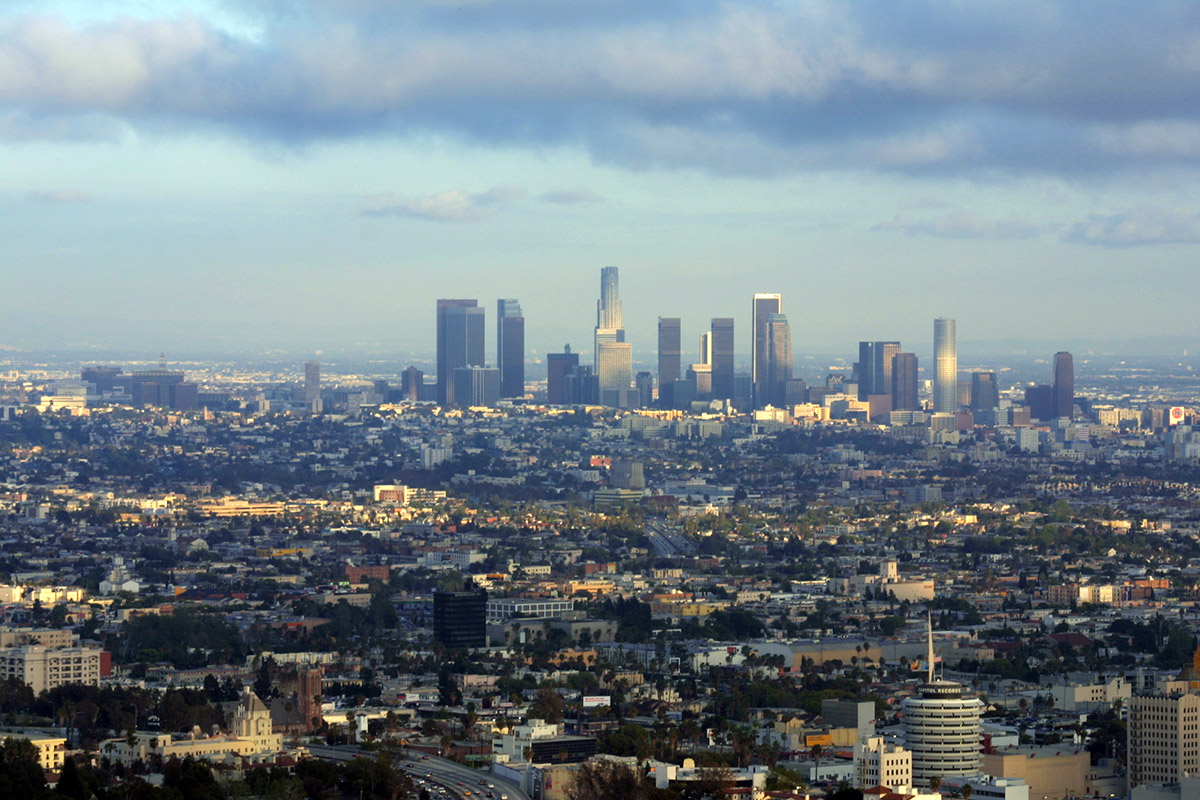
Centrum Los Angeles

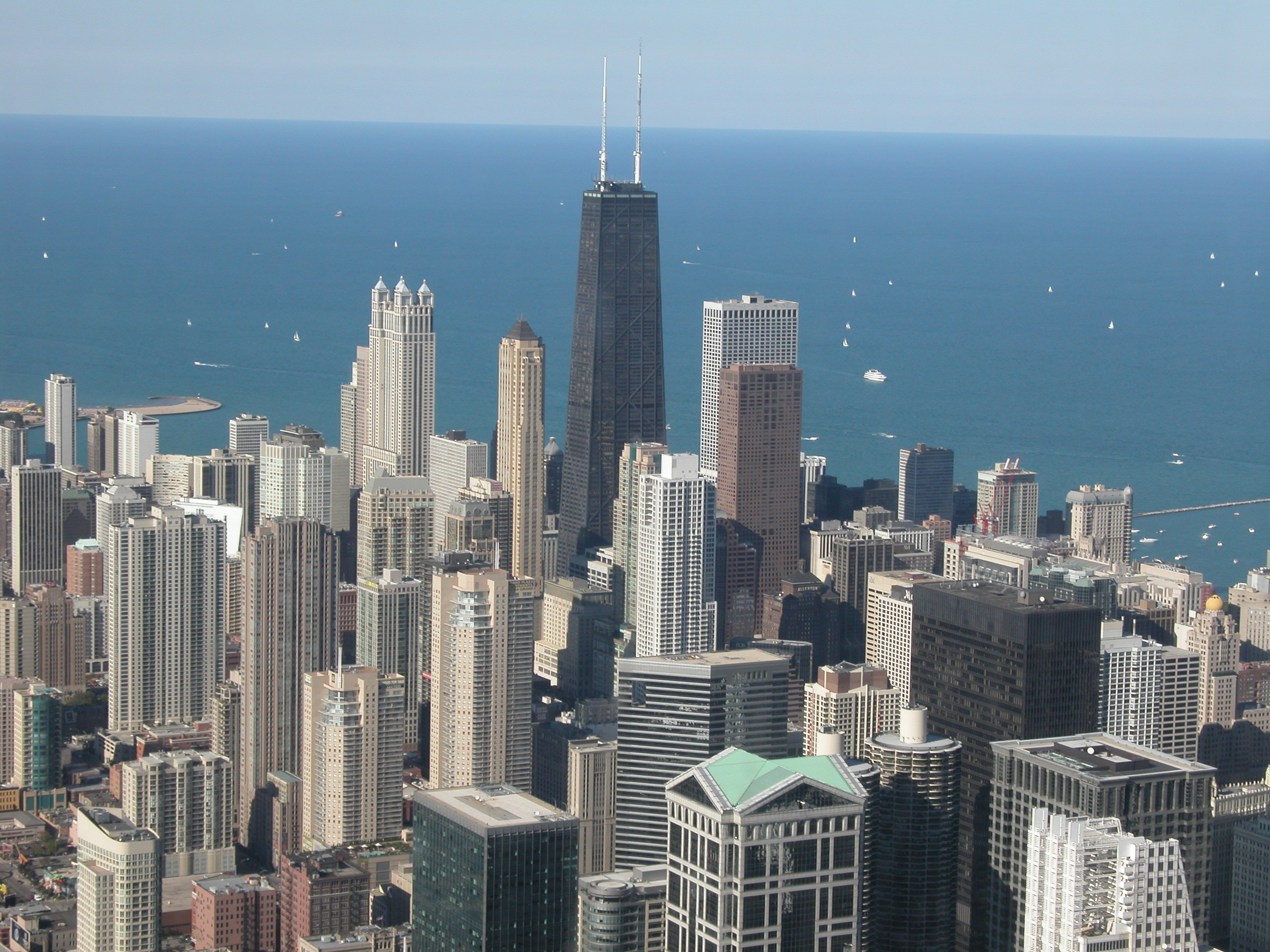
Wieżowce w Chicago

Demografia Stanów Zjednoczonych – Stany Zjednoczone są trzecim państwem na świecie pod względem liczby ludności. Według United States Census Bureau, 1 lipca 2021 r. USA oficjalnie zamieszkiwało 331 893 745 osób. Liczba ta obejmuje 50 stanów i Dystrykt Kolumbii, ale nie obejmuje populacji pięciu nieinkorporowanych terytoriów USA (Portoryko, Guam, Wyspy Dziewicze Stanów Zjednoczonych, Samoa Amerykańskie i Mariany Północne), a także kilku mniejszych posiadłości wyspiarskich. USA są najludniejszym państwem wysoko rozwiniętym i pozostają jednym z najmłodszych społeczeństw wśród tej grupy państw. USA charakteryzują się tym, że ich społeczeństwo jest bardzo zróżnicowane pod względem etnicznym, religijnym i rasowym.

## Struktura rasowa i etniczna
Ludność biała stanowi większość obywateli amerykańskich. Jej odsetek wynosi blisko 80% ogółu społeczeństwa. Ponad 15% z tej grupy etnicznej stanowi ludność pochodzenia latynoskiego w większości hiszpańskojęzyczna, dominująca w stanach południowego Zachodu takich jak Kalifornia, Arizona, Nowy Meksyk, Nevada. Latynosi są już największą grupą mniejszościową w Ameryce. Ludność biała pochodzenia europejskiego to około 65% obywateli amerykańskich. Biali Amerykanie stanowią większość w Stanach Środkowego Zachodu takich jak Dakota Południowa, Dakota Północna, Nebraska, Wyoming, Idaho, Iowa czy Montana oraz stanach tzw. Nowej Anglii np. Vermont i New Hampshire. Najwięcej białych jest pochodzenia niemieckiego (16,8%), irlandzkiego (12,1%), angielskiego (9,3%), włoskiego (5,9%), polskiego (3,3%), francuskiego (3,2%), żydowskiego (2,2%), szkockiego (2%). Prawie 13% Amerykanów jest pochodzenia afrykańskiego. Czarnoskórzy są największą mniejszością w stanach wschodnich i południowych, takich jak Alabama, Georgia, Luizjana, Missisipi, Nowy Jork. Azjaci stanowią 4,5% obywateli USA. Ludność pochodzenia azjatyckiego głównie zamieszkuje w dużych miastach i w stanach Kalifornia i Hawaje. Rdzenni mieszkańcy kontynentu amerykańskiego stanowią dziś mniej niż 1% wszystkich Amerykanów. Najmniejszą grupą etniczną w USA są Hawajczycy i wyspiarze Pacyfiku, którzy stanowią 0,2% społeczeństwa.
| Stan                | Populacja  | Ludność biała % | Latynosi % | Afro- amerykanie % | Indianie i rdzenni mieszkańcy Alaski % | Azjaci % | Hawajczycy i wyspiarze Pacyfiku % | Ludność mieszana % |
| ------------------- | ---------- | --------------- | ---------- | ------------------ | -------------------------------------- | -------- | --------------------------------- | ------------------ |
| Alabama             | 4 800 736  | 67,0            | 3,9        | 26,2               | 0,6                                    | 1,1      | 0                                 | 1,5                |
| Alaska              | 740 231    | 64,1            | 5,5        | 3,3                | 14,8                                   | 5,4      | 1,0                               | 7,3                |
| Arizona             | 6 694 017  | 57,8            | 29,6       | 4,1                | 4,6                                    | 2,8      | 0,2                               | 3,4                |
| Arkansas            | 2 937 979  | 74,5            | 6,4        | 15,4               | 0,8                                    | 1,2      | 0,2                               | 2,0                |
| Kalifornia          | 38 053 956 | 40,1            | 37,6       | 6,2                | 1,0                                    | 13,0     | 0,4                               | 4,9                |
| Kolorado            | 5 229 196  | 70,0            | 20,7       | 4,0                | 1,1                                    | 2,8      | 0,1                               | 3,4                |
| Connecticut         | 3 580 709  | 71,2            | 13,4       | 10,1               | 0,3                                    | 3,8      | 0                                 | 2,6                |
| Delaware            | 947 934    | 65,3            | 8,2        | 21,4               | 0,5                                    | 3,2      | 0                                 | 2,7                |
| Dystrykt Kolumbii   | 617 996    | 36,3            | 8,3        | 55,6               | 0,2                                    | 3,1      | –                                 | 4,8                |
| Floryda             | 19 057 542 | 57,9            | 22,5       | 16,0               | 0,4                                    | 2,4      | 0,1                               | 2,5                |
| Georgia             | 9 792 653  | 55,9            | 8,8        | 30,5               | 0,3                                    | 3,2      | 0,1                               | 2,1                |
| Hawaje              | 1 400 301  | 22,7            | 8,9        | 1,6                | 0,3                                    | 38,6     | 10,0                              | 23,6               |
| Idaho               | 1 607 582  | 84,0            | 11,2       | 0,6                | 1,4                                    | 1,2      | 0,1                               | 2,5                |
| Illinois            | 12 869 257 | 63,7            | 15,8       | 14,5               | 0,3                                    | 4,6      | 0                                 | 2,3                |
| Indiana             | 6 589 802  | 81,5            | 6,0        | 9,1                | 0,3                                    | 1,6      | 0                                 | 2,0                |
| Iowa                | 3 246 355  | 88,7            | 5,0        | 2,9                | 0,4                                    | 1,7      | 0,1                               | 1,8                |
| Kansas              | 2 963 118  | 78,2            | 10,5       | 5,9                | 1,0                                    | 2,4      | 0,1                               | 3,0                |
| Kentucky            | 4 369 356  | 86,3            | 3,1        | 7,8                | 0,2                                    | 1,1      | 0,1                               | 1,7                |
| Luizjana            | 4 673 372  | 60,3            | 4,2        | 32,0               | 0,7                                    | 1,5      | 0                                 | 1,6                |
| Maine               | 1 401 361  | 94,4            | 1,3        | 1,2                | 0,6                                    | 1,0      | 0                                 | 1,6                |
| Maryland            | 5 873 552  | 54,7            | 8,2        | 29,4               | 0,4                                    | 5,5      | 0,1                               | 2,9                |
| Massachusetts       | 6 601 629  | 76,1            | 9,6        | 6,6                | 0,3                                    | 5,3      | 0,0                               | 2,6                |
| Michigan            | 9 876 187  | 76,6            | 4,4        | 14,2               | 0,6                                    | 2,4      | 0                                 | 2,3                |
| Minnesota           | 5 403 925  | 83,1            | 4,7        | 5,2                | 1,1                                    | 4,0      | 0                                 | 2,4                |
| Missisipi           | 3 009 297  | 58,0            | 2,7        | 37,0               | 0,5                                    | 0,9      | 0                                 | 1,1                |
| Missouri            | 5 988 927  | 81,0            | 3,5        | 11,6               | 0,5                                    | 1,6      | 0,1                               | 2,1                |
| Montana             | 998 199    | 87,8            | 2,9        | 0,4                | 6,3                                    | 0,6      | 0,1                               | 2,5                |
| Nebraska            | 1 842 641  | 82,1            | 9,2        | 4,5                | 1,0                                    | 1,8      | 0,1                               | 2,2                |
| Nevada              | 2 723 322  | 54,1            | 26,5       | 8,1                | 1,2                                    | 7,2      | 0,2                               | 4,7                |
| New Hampshire       | 1 318 194  | 92,3            | 2,8        | 1,1                | 0,2                                    | 2,2      | 0                                 | 1,6                |
| New Jersey          | 8 821 155  | 59,3            | 17,7       | 13,7               | 0,3                                    | 8,3      | 0                                 | 2,7                |
| Nowy Meksyk         | 2 082 224  | 40,5            | 46,3       | 2,1                | 9,4                                    | 1,4      | 0,1                               | 3,7                |
| Nowy Jork           | 19 465 197 | 58,3            | 17,6       | 15,9               | 0,6                                    | 7,3      | 0                                 | 3,0                |
| Karolina Północna   | 9 656 401  | 65,3            | 8,4        | 21,5               | 1,3                                    | 2,2      | 0,1                               | 2,2                |
| Dakota Północna     | 682 591    | 88,9            | 2,0        | 1,2                | 5,4                                    | 1,0      | 0                                 | 1,8                |
| Ohio                | 11 736 504 | 81,1            | 3,1        | 12,2               | 0,2                                    | 1,7      | 0                                 | 2,1                |
| Oklahoma            | 3 821 351  | 68,7            | 8,9        | 7,4                | 8,6                                    | 1,7      | 0,1                               | 5,9                |
| Oregon              | 3 851 074  | 78,5            | 11,7       | 1,8                | 1,4                                    | 3,7      | 0,3                               | 3,8                |
| Pensylwania         | 12 902 379 | 79,5            | 5,7        | 10,8               | 0,2                                    | 2,7      | 0                                 | 1,9                |
| Rhode Island        | 1 060 567  | 76,4            | 12,4       | 5,7                | 0,6                                    | 2,9      | 0,1                               | 3,3                |
| Karolina Południowa | 4 825 364  | 64,1            | 5,1        | 27,9               | 0,4                                    | 1,3      | 0,1                               | 1,7                |
| Dakota Południowa   | 900 020    | 84,7            | 2,7        | 1,3                | 8,8                                    | 0,9      | 0                                 | 2,1                |
| Tennessee           | 6 446 105  | 75,6            | 4,6        | 16,7               | 0,3                                    | 1,4      | 0,1                               | 1,7                |
| Teksas              | 25 901 361 | 45,3            | 37,6       | 11,8               | 0,7                                    | 3,8      | 0,1                               | 2,7                |
| Utah                | 2 863 885  | 80,4            | 13,0       | 1,1                | 1,2                                    | 2,0      | 0,9                               | 2,7                |
| Vermont             | 685 741    | 94,3            | 1,5        | 1,0                | 0,4                                    | 1,3      | 0                                 | 1,7                |
| Wirginia            | 8 101 024  | 64,8            | 7,9        | 19,4               | 0,4                                    | 5,5      | 0,1                               | 2,9                |
| Waszyngton          | 6 830 038  | 72,5            | 11,2       | 3,6                | 1,5                                    | 7,2      | 0,6                               | 4,7                |
| Wirginia Zachodnia  | 1 882 994  | 93,2            | 1,2        | 3,4                | 0,2                                    | 0,7      | 0                                 | 1,5                |
| Wisconsin           | 5 726 986  | 83,3            | 5,9        | 6,3                | 1,0                                    | 2,3      | 0                                 | 1,8                |
| Wyoming             | 600 626    | 85,9            | 8,9        | 0,8                | 2,4                                    | 0,8      | 0,1                               | 2,2                |

## Ludność miejska
| (2010)                    |                                 |
| Liczba ludności           | 308 771 000                     |
| Ludność według wieku      |                                 |
| 0-14 lat                  | 20,2%                           |
| 15-64 lat                 | 67,2%                           |
| ponad 64 lata             | 12,6%                           |
| Wiek (mediana)            |                                 |
| W całej populacji         | 36,6 lat                        |
| Mężczyzn                  | 35,3 lat                        |
| Kobiet                    | 37,9 lat                        |
| Przyrost naturalny        | 0,59%                           |
| Współczynnik urodzeń      | 14,16 urodzin/1000 mieszkańców  |
| Współczynnik zgonów       | 8,26 zgonów/1000 mieszkańców    |
| Współczynnik migracji     | 3,05 migrantów/1000 mieszkańców |
| Ludność według płci       |                                 |
| przy narodzeniu           | 1,05 mężczyzn/kobiet            |
| poniżej 15 lat            | 1,05 mężczyzn/kobiet            |
| 15-64 lat                 | 1 mężczyzn/kobiet               |
| powyżej 64 lat            | 0,72 mężczyzn/kobiet            |
| Umieralność noworodków    |                                 |
| W całej populacji         | 6,37 śmiertelnych/1000 żywych   |
| płci męskiej              | 7,02 śmiertelnych/1000 żywych   |
| płci żeńskiej             | 5,68 śmiertelnych/1000 żywych   |
| Oczekiwana długość życia  |                                 |
| W całej populacji         | 78 lat                          |
| Mężczyzn                  | 75,15 lat                       |
| Kobiet                    | 80,97 lat                       |
| Rozrodczość               | 2,09 urodzin/kobietę            |
| Gęstość zaludnienia       |                                 |
| Mapa gęstości zaludnienia |                                 |

2014 demografia

82% Amerykanów mieszka w miastach. Tabela przedstawia największe miasta w USA. Wokół dużych miast w USA powstają potężne obszary dzielnic podmiejskich, w których mieszkają dziesiątki milionów ludzi.
| Miejsce | Miasto      | Stan        | Ludność    |
| ------- | ----------- | ----------- | ---------- |
| 1       | Nowy Jork   | Nowy Jork   | 10 250 567 |
| 2       | Los Angeles | Kalifornia  | 3 849 378  |
| 3       | Chicago     | Illinois    | 2 833 321  |
| 4       | Houston     | Teksas      | 2 144 491  |
| 5       | Phoenix     | Arizona     | 1 512 986  |
| 6       | Filadelfia  | Pensylwania | 1 448 394  |
| 7       | San Antonio | Teksas      | 1 296 682  |
| 8       | San Diego   | Kalifornia  | 1 256 951  |
| 9       | Dallas      | Teksas      | 1 232 940  |
| 10      | San Jose    | Kalifornia  | 929 936    |

## Struktura wiekowa
Amerykanie są młodym społeczeństwem, jak na kraj wysoko rozwinięty. Taki status Ameryce pomaga utrzymać wysokie saldo migracji wynoszące 4,31 migrantów/1000 mieszkańców oraz dość wysoki współczynnik urodzeń wynoszący 13,82 urodzin/1000 mieszkańców. Współczynnik zgonów wynosi 8,38 zgonów/1000 mieszkańców. Ogólnie liczba ludności USA rośnie w tempie 0,975% rocznie. Ponad 20% Amerykanów nie ma ukończonych 15 lat, a wiek poprodukcyjny osiągnęło niecałe 13% obywateli amerykańskich. W wieku produkcyjnym jest 67% Amerykanów. Średni wiek amerykańskiego mężczyzny wynosi 35,4 lat, amerykańskiej kobiety 38 lat, a całego społeczeństwa to 36,7 lat. Przeciętny Amerykanin dożywa 75 lat, a Amerykanka 81 lat.

## Religia
Ponad 81% Amerykanów deklaruje się jako chrześcijanie. Spośród amerykańskich chrześcijan największą grupę stanowią protestanci (52%). Jednak amerykańscy protestanci dzielą się na setki kościołów o różnych poglądach i nie stanowią jednolitej grupy. Największą grupą wyznaniową w Ameryce są katolicy. Członkami amerykańskiego Kościoła Katolickiego jest 23,9% Amerykanów. Największymi wspólnotami protestanckimi w USA są Południowa Konwencja Baptystyczna (17,2%), metodyści (7,2%), luteranie (4,9%), prezbiterianie (2,8%) i zielonoświątkowcy (2,2%). Amerykańskimi protestantami są głównie Amerykanie o pochodzeniu anglosaskim, skandynawskim, niemieckim i afroamerykańskim. Kościoły protestanckie dzielą się na liberalne i konserwatywne. Te pierwsze dominują głównie w dużych miastach obu wybrzeży, a konserwatyści na południu USA (pas biblijny). Amerykańscy katolicy to głównie Latynosi, Polacy, Irlandczycy i Włosi, a największymi skupiskami katolików w USA są stany południowo-zachodnie i wschodnie. Kościół Jezusa Chrystusa Świętych w Dniach Ostatnich zrzesza 1,7% Amerykanów. W USA ma swoją siedzibę społeczność Świadków Jehowy. Innymi ważnymi wspólnotami religijnymi w USA są Żydzi (1,4%), muzułmanie (0,5%), buddyści (0,5%), hinduiści (0,4%) i unitarianie (0,3%). 15% Amerykanów nie należy do żadnej wspólnoty religijnej, jednak nie są oni ateistami. Większość z nich to niesprecyzowani wolnomyśliciele.
Amerykanie są bardzo religijnym narodem i przywiązują dużą wagę do praktyk religijnych. Jest to cecha wyróżniająca społeczność amerykańską na tle społeczności europejskich. Amerykańscy pastorzy odgrywają istotną rolę w czasie kampanii wyborczej do Kongresu czy prezydenckiej.

## Język
Najczęściej używanym językiem w USA jest amerykańska odmiana języka angielskiego, pełniąca funkcję języka narodowego. Nie jest on jednak językiem urzędowym, gdyż w Stanach Zjednoczonych formalnie nie obowiązuje pojęcie języka urzędowego. Posługuje się nim 82,1% obywateli. Drugim językiem co do liczby użytkowników jest język hiszpański, używany przez 10,7%. Język hiszpański ma status urzędowego w stanie Nowy Meksyk. Dużo jest w USA ludzi mówiących w języku polskim, mandaryńskim, kantońskim, niemieckim, portugalskim czy francuskim. Ten ostatni posiada status urzędowego w Luizjanie.